# نبرد ولا لاوا (زمینی)
نبرد ولا لاوا (انگلیسی: Battle of Vella Lavella) یکی از نبردهای جنگ اقیانوس آرام بود.